# مووندریدگ (کانزاس)
مووندریدگ (به انگلیسی: Moundridge) شهری در ایالت کانزاس کشور ایالات متحده آمریکا است که جمعیت آن در سرشماری سال ۲۰۱۰ میلادی، ۱٬۷۳۷ نفر بوده‌است.